# 린취안중
린취안중(중국어: 林泉忠, 병음: lín quánzhōng 린촨중[*], 영어: Lim, John Chuan-tiong, 샤먼시 지메이구 출생)은 중국계 정치학자이자, 류큐 대학의 부교수다.

## 생애
중화인민공화국의 샤먼시 지메이 구에서 태어나, 1978년에 당시 영국의 식민지였던 영국령 홍콩으로 이주하였고, 1989년에 일본으로 유학을 하였다. 중국 대륙, 홍콩 및 일본에서 각각 초, 중, 고등 교육을 받았으며, 1994년에 오비린 대학 국제학부를 졸업하고, 도쿄 대학 대학원 법학정치학 연구과 석사과정이 입학하였다. 1996년에 도쿄 대학 법학정치학 연구과 석사과정을 수료하고 동일 박사 과정에 진학하여, 2002년에 박사 학위를 취득하였으며, 류큐 대학 법문학부 국제관계론 강좌의 준교수가 되었다. 1997년부터 1999년까지 하버드 대학교에서 존 패어뱅크의 동아시아 연구소 보조연구원을 역임하였으며, 2008년에 하버드 대학교의 풀브라이트 초빙연구원을, 2010년에는 국립 타이완 대학의 고등인문사회연구원 초빙연구원을 맡고 있다.

## 약력
여러 공통점을 지닌 오카나와 지역과, 타이완, 홍콩 등을 포괄하여 ‘변경 동아시아’라는 개념을 만들었으며, 2005년 10월 25일에는 아사히 신문 지면에 〈일중한 내셔널리즘은 시대낙오〉(일본어: 日中韓 ナショナリズムは時代遅れ)를 발표하여, 고양되는 동아시아의 내셔널리즘을 비판함과 동시에, ‘내셔널리즘 불요론’을 주장하였다.